# Loupežnická jeskyně (Křižany)
Loupežnická jeskyně je jednou z jeskyní a krasových dutin, které se nacházejí v prostoru bývalého Solvayova lomu na katastru obce Křižany v okrese Liberec ve stejnojmenném kraji.

## Historie
Takzvaná Loupežnická jeskyně (někdy uváděná též jako Křišťálová), která byla odkryta během těžby vápence na jihozápadním úbočí vrchu Lom (683 m n. m.), leží v nadmořské výšce cca 600 metrů na území, kterým prochází tektonická linie lužické poruchové zóny – Lužického zlomu. Třípatrový Solvayův lom u Křižan byl svého času nejrozlehlejším vápencovým lomem v oblasti Ještědského hřbetu a těžbou zde bylo odkryto nejen několik jeskyní, ale také ležatá vrása v devonských vápencích a fylitických břidlicích jako důkaz tektonického postižení této oblasti. 

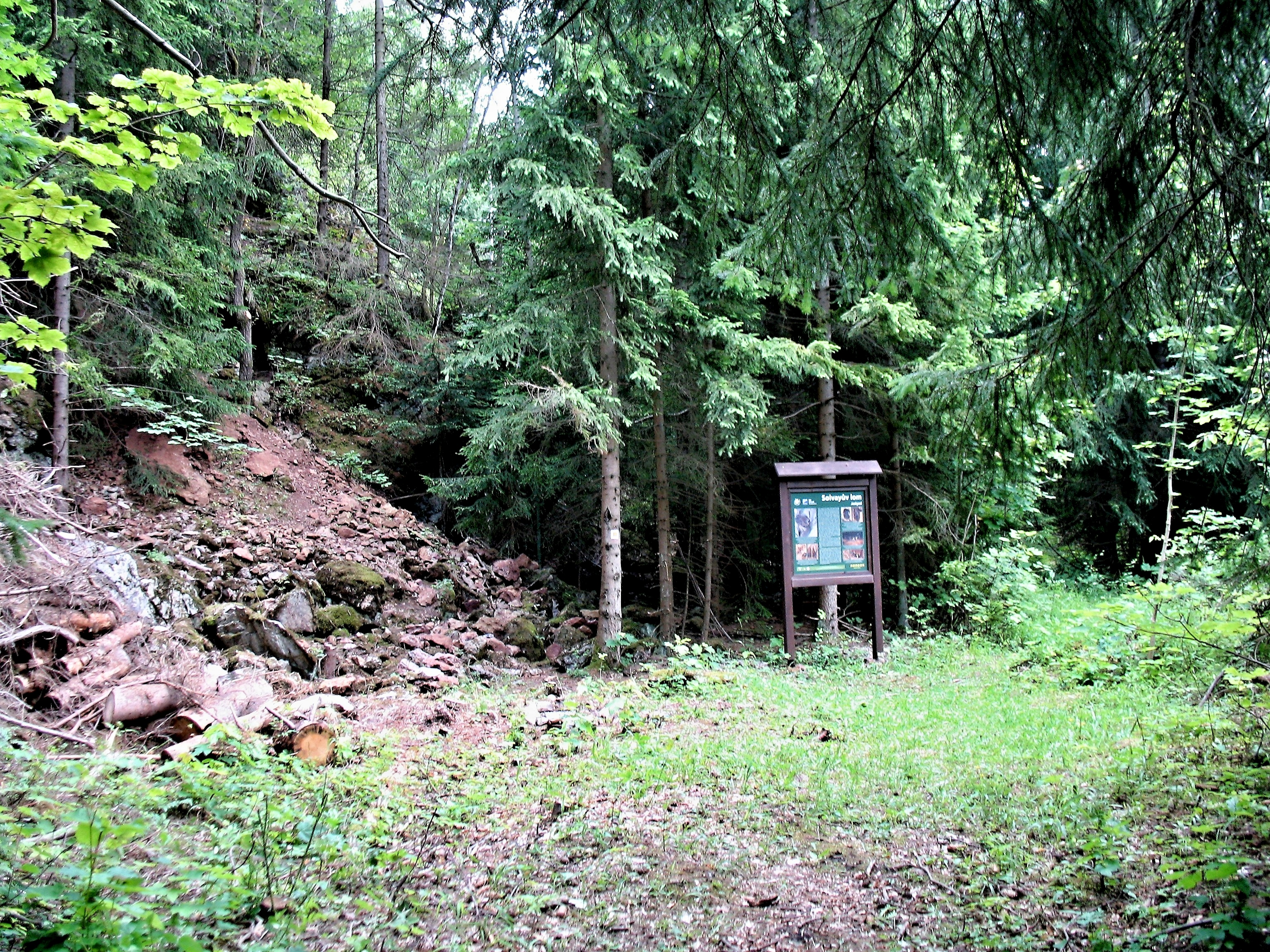
Prostranství pod jeskyní

Bývalý lom s jeskyní se nachází na území Přírodního parku Ještěd. V červnu roku 2017 byla v prostoru Solvayova lomu vybudována žlutě značená okružní stezka s odbočkou k jeskyni a s podrobně zpracovanými informačními tabulemi.

## Popis lokality
Dosud známá část jeskyně je 22 metrů dlouhá, široká 3 metry a 1,5 až 2,5 metrů vysoká. Vnitřní krasová výzdoba jeskyně byla těžební činností a bezohlednými sběrači "suvenýrů" zcela zničena, pouze v koncové části jeskyně se dochovaly silné sintrové kůry, stalaktity a stalagnáty. Vznik sintrových povlaků lze datovat do období tzv. mindelského glaciálu – doby ledové před 680 – 370 tisíci let. Dno jeskyně, kterou zřejmě kdysi proudil vodní tok, je pokryto asi zhruba jeden metr mocnou vrstvou hnědavých sedimentů. Nedaleko od jeskyně se nachází 6 metrů hluboký krasový komín.
Kromě Loupežnické jeskyně byly těžbou vápence na vrchu Lom odkryty vchody do dalších zkrasovělých puklin a jeskyní. Některé z nich byly objeveny až mnoho desítek let po ukončení těžby, jako například jeskyně, označovaná jako 33M. Tato jeskyně, která byla objevena v roce 2003, je tvořena členitou, 23 metrů dlouhou plazivkou. I v této jeskyni se dochovaly sintrové povlaky a krápníky.

## Netopýři

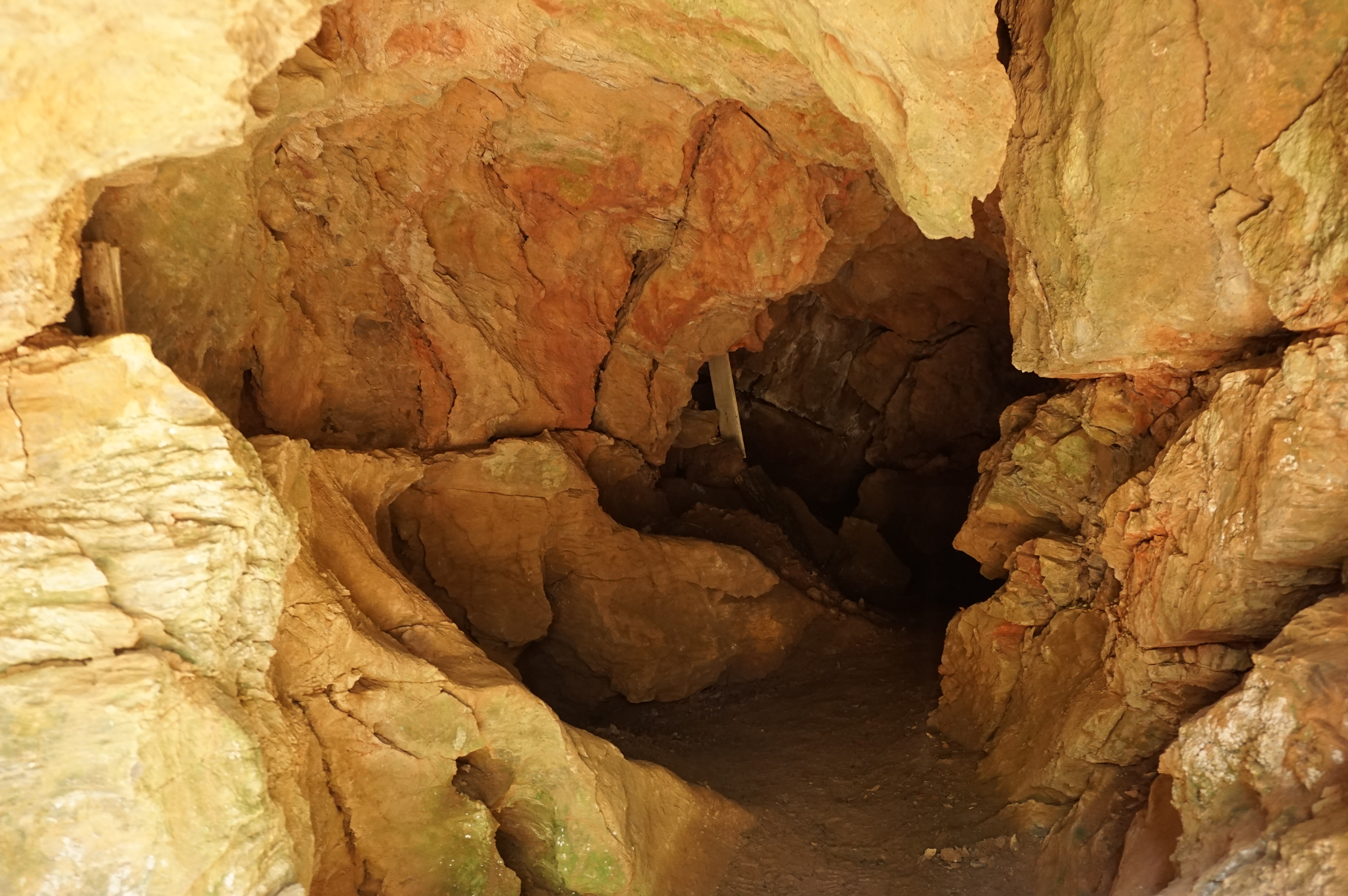
Vnitřní prostory jeskyně

V období zimováni byly v jeskyni nalezeny tři druhy netopýrů – vrápenec malý, netopýr ušatý a netopýr černý. Avšak v době tzv. swarmingu – podzimního rojení, kdy se netopýři shromažďují kvůli páření – bylo v této lokalitě zaznamenáno celkem devět druhů netopýrů. Je pravděpodobné, že netopýři obývají další dosud neodkryté vnitřní jeskynní prostory, kam pronikají skrze pukliny ve skále.

## Dostupnost
K jeskyni lze dojít od železniční stanice Křižany na trati č. 86 Liberec - Česká Lípa zprvu po zelené značce, která vede přes západní úbočí vrchu Lom do Kryštofova Údolí. Posléze od rozcestí Pod Solvayovým lomem je třeba pokračovat po žlutě značené okružní stezce. Vnitřní prostory jeskyně jsou uzamčené a nejsou přístupné z důvodu ochrany zde žijících živočichů.